# Карл III (король Великобритании)
Карл III (англ. Charles III, произношение: /tʃɑːlz/), полное имя Чарльз Фили́пп Арту́р Джордж (англ. Charles Philip Arthur George; род. 14 ноября 1948, Вестминстер, Большой Лондон) — король Великобритании и Северной Ирландии и королевств Содружества из Виндзорской династии, верховный главнокомандующий вооружёнными силами Великобритании, верховный правитель Церкви Англии, глава Содружества наций с 8 сентября 2022 года. Наряду с Великобританией является монархом в четырнадцати независимых государствах: Австралии, Антигуа и Барбуде, Багамских Островах, Белизе, Гренаде, Канаде, Новой Зеландии, Папуа — Новой Гвинее, Сент-Винсенте и Гренадинах, Сент-Китсе и Невисе, Сент-Люсии, Соломоновых Островах, Тувалу и Ямайке.
Старший сын королевы Елизаветы II (1926—2022) и Филиппа, герцога Эдинбургского (1921—2021). Дольше всех в истории Британии был наследником престола (в 1952—2022 годах) и принцем Уэльским (в 1958—2022 годах), в связи с чем большую часть жизни был известен как принц Чарльз. Унаследовал трон 8 сентября 2022 года в возрасте 73 лет, став старейшим королём Британии на момент начала правления. Его коронация прошла 6 мая 2023 года.
С 2005 года женат на Камилле Паркер-Боулз, до 2022 года носившей титул герцогини Корнуолльской, а после восшествия мужа на престол получившей титул королевы-консорта (после коронации Карла III получила титул королевы без добавления слова «консорт»). Первой женой Карла III была принцесса Диана, в этом браке родилось двое сыновей: Уильям, принц Уэльский (наследник престола), и принц Гарри, герцог Сассекский.

## Детство и юность
Принц Чарльз Филипп Артур Джордж родился в Букингемском дворце 14 ноября 1948 года, в воскресенье, в 21 час 14 минут (по Гринвичу), спустя год после свадьбы принцессы Елизаветы и её супруга Филиппа Маунтбаттена (свадьба состоялась 20 ноября 1947 года). В момент рождения около Елизаветы находились акушерка, четыре врача и анестезиолог. Чарльз стал первым внуком короля Георга VI. В честь рождения принца был произведён 41 артиллерийский залп. Колокола Вестминстерского аббатства прозвонили пять тысяч раз. Трафальгарская площадь была иллюминирована. Морякам выдали двойную порцию рома.
15 декабря 1948 года в музыкальной комнате Букингемского дворца состоялись крестины принца (был крещён архиепископом Кентерберийским Джеффри Фишером). У принца было восемь крёстных родителей: король Георг VI (дед Чарльза по матери), королева Мария Текская (прабабушка со стороны матери), Виктория Гессен-Дармштадтская, маркиза Милфорд-Хейвен (прабабушка со стороны отца), принц Георг, граф Корфский (двоюродный дед; на церемонии его представлял принц Филипп), король Норвегии Хокон VII (на церемонии его представлял граф Атлон), принцесса Маргарет (тётя по матери), леди Патрисия Маунтбеттен (двоюродная тётя) и достопочтенный Дэвид Боуз-Лайон (двоюродный дед со стороны матери).
В возрасте трёх лет и трёх месяцев (6 февраля 1952 года) стал наследником британского престола после кончины Георга VI и воцарения Елизаветы II.
Принц Чарльз — старший брат принцессы Анны (род. 1950), принца Эндрю (род. 1960) и принца Эдварда (род. 1964).
2 июня 1953 года присутствовал на коронации своей матери, сидя рядом с бабушкой и тётей.
С 5 до 8 лет получал частное (домашнее) образование, которым занималась его гувернантка Кэтрин Пиблз.
В 1967 году после средней школы Чарльз, несмотря на посредственный аттестат, поступил в Кембриджский университет, где сперва изучал археологию и антропологию, затем перевёлся на исторический факультет. На втором курсе он посещал Университет Аберистуита, где в течение одного семестра изучал валлийский язык и историю Уэльса. Чарльз стал первым британским наследником, официально получившим высшее образование, окончив 23 июня 1970 года Тринити-колледж с дипломом бакалавра искусств (то есть гуманитарных наук) с отличием. В 1975 году по университетской традиции ему была присвоена степень магистра искусств.

## Наследник британской короны

### Принц Уэльский
26 июля 1958 года Чарльзу был присвоен титул принца Уэльского, однако формальная церемония инвеституры, в ходе которой Елизавета II возложила на голову сына венец принца Уэльского, прошла только 1 июля 1969 года в замке Карнарвон в Уэльсе.
После инвеституры принц стал принимать активное участие в общественной жизни Великобритании. В 1970-е годы он участвовал в заседаниях Палаты лордов, а также стал первым за триста лет членом королевской семьи, присутствовавшим на заседании Кабинета министров. По некоторым сведениям, Чарльза интересовала должность генерал-губернатора Австралии, но в свете конституционного кризиса в этой стране в 1975 году от этих планов вынужден был отказаться.
Параллельно, в 1971—1976 годах, Чарльз находился на воинской службе: прошёл курс обучения как пилот истребителя и военного вертолёта, в составе Королевских ВМС летал на транспортном вертолёте «Уэссекс» и командовал тральщиком «Бронингтон».

### 2020—2022 годы
После начала эпидемии COVID-19 в конце марта 2020 года принц Чарльз перенёс болезнь в лёгкой форме. Впоследствии он и Камилла самоизолировались в Балморале. Камиллу также проверили, но результат оказался отрицательным.
После смерти своего отца принца Филиппа в 2021 году Чарльз унаследовал его титулы и стал соответственно 2-м герцогом Эдинбургским, графом Мерионетским и бароном Гринвичским, а после смерти своей матери Елизаветы II 8 сентября 2022 года стал королём Великобритании. В тот же день премьер-министр Лиз Трасс подтвердила, что Чарльз будет использовать тронное имя Карл III.
10 февраля 2022 года наследник британского престола объявил о повторном заражении коронавирусной инфекцией. Известно, что накануне он и его супруга герцогиня Корнуольская Камилла присутствовали на приёме в Британском музее. Ранее, 8 февраля, состоялась встреча Чарльза с Елизаветой II, у которой позднее также диагностировали COVID-19.

### Общественная деятельность и личные интересы
Ещё в бытность принцем Уэльским Карл III активно занимался благотворительностью: он состоит в различных обществах, в том числе патронирует порядка 350 структур. Он является основателем «Фонда принца» («The Prince’s Trust») и 15 других благотворительных организаций. Областями его особенного интереса являются охрана окружающей среды и совершенствование городской среды.
Лондонский Foundation for Building Community короля Карла III занимается продвижением архитектурных идей неоисторизма. Под его эгидой выстроен экспериментальный новый город Паундбери.
Как и подобает члену британской королевской семьи, король Карл III принадлежит к англиканской церкви. Вместе с тем, он проявляет интерес к православию; будучи представителем греческой линии Ольденбургской династии, принц Чарльз многократно посещал гору Афон в Греции.
Принц Чарльз был активным игроком в поло, любил охоту на лис (пока этот вид досуга не был запрещён в 2005 году) и рыбалку.
В рамках выполнения обязанностей члена королевской семьи Чарльз наносит визиты во многие страны мира. Он посещал Россию в 1994 и 2003 годах.

### Титулы
- 1948—1952: его Королевское Высочество принц Чарльз Эдинбургский[24]
- 1952—2022: его Королевское Высочество герцог Корнуолльский
  - в Шотландии: 1952—2022: его Королевское Высочество герцог Ротсейский, граф Каррик, барон Ренфру, лорд Островов и принц и великий стюард Шотландии
- 1958—2022: его Королевское Высочество принц Уэльский, граф Честер
  - в Шотландии:
    - 2000—2001: его Светлость лорд Верховный комиссар Генеральной ассамблеи Церкви Шотландии.
- 2021—2022: его Королевское Высочество герцог Эдинбургский
- с 2022: генерал-капитан Королевской морской пехоты Великобритании (пожалован от сестры — принцессы Анны)
- с 2022: Его Величество Король Великобритании, Северной Ирландии и Королевств Содружества

При рождении Чарльза его мать являлась принцессой и, будучи супругой герцога Эдинбургского, герцогиней Эдинбургской. Её супруг при этом не носил титула принца.
Согласно правилам, действовавшим до 1948 года, титул принца присваивался только сыновьям короля и их сыновьям, а также сыновьям старшего сына наследника престола. По этим нормам Чарльз не мог бы стать принцем, так как был сыном не сына, а дочери монарха, и именовался бы графом Мерионетским — по титулу учтивости своего отца герцога Эдинбургского. Однако за три недели до его рождения король Георг VI изменил эти правила, распространив право на титул принца на всех будущих детей Елизаветы и Филиппа.
В результате при рождении Чарльз получил титул «His Royal Highness Prince Charles of Edinburgh» — «Его Королевское Высочество принц Чарльз Эдинбургский» («Эдинбургский» здесь выступает своего рода фамилией, титул герцога Эдинбургского остался только у Филиппа, так как по британской традиции в каждый момент времени каждый пэрский титул принадлежит только одному носителю). Но ещё в 1999 году было объявлено решение принца Чарльза о том, что после смерти их отца и матери титул герцога Эдинбургского будет воссоздан для его младшего брата — принца Эдварда. Однако 1 декабря 2022 года было объявлено, что титул, скорее всего, будет воссоздан для его внучки Шарлотты, чтобы сохранить его в линии прямой преемственности.
При восхождении на трон Елизаветы II в 1952 году принц Чарльз стал наследником престола и автоматически получил титул герцога Корнуолльского (который по традиции принадлежит старшему из живущих сыновей царствующего монарха, если он является наследником престола) и аналогичный шотландский титул герцога Ротсейского вместе с дополнительными титулами графа Каррик и барона Ренфру, исторически с ним связанные. Кроме того, Чарльз, как наследник престола Шотландии, стал лордом Островов, а также принцем и Великим стюардом Шотландии. Официальным именованием Чарльза стало «His Royal Highness The Duke of Cornwall» — «Его Королевское Высочество герцог Корнуольский», без слов «принц» и «Чарльз».
В 1958 году 9-летнему Чарльзу был пожалован титул принца Уэльского вместе с дополнительным титулом графа Честер. Полный официальный титул стал звучать как «His Royal Highness The Prince of Wales, Duke of Cornwall, Earl of Chester» — «Его Королевское Высочество принц Уэльский, герцог Корнуольский, граф Честер».
В английском обиходе до восшествия на престол он именовался либо «принц Чарльз», либо «принц Уэльский».

### Резиденции
В Лондоне официальной резиденцией Карла III в бытность принцем Уэльским являлся Кларенс-хаус. Также в этот период он владел поместьями Хайгроув в графстве Глостершир, Беркхолл в Шотландии и Луйневермуд в Уэльсе.

## Воинские звания
- 14 ноября 2006 года — генерал (ВС Великобритании)
- 14 ноября 2006 года — адмирал (ВС Великобритании)
- 14 ноября 2006 года — главный маршал авиации (ВС Великобритании)
- 16 июня 2012 года — фельдмаршал (ВС Великобритании)[29]
- 16 июня 2012 года — адмирал флота (ВМС Великобритании)
- 16 июня 2012 года — маршал Королевских ВВС (ВС Великобритании)
- 28 октября 2022 года — генерал-капитан Королевской морской пехоты Великобритании

## Герб Карла III в бытность принцем Уэльским

Личный герб Чарльза, принца Уэльского

Как наследник британского престола принц Чарльз имел особый личный герб, основанный на Королевском гербе.

Щит четверочастный, с серебряным турнирным воротником в главе и малым щитком в середине; в первой и четвёртой червлёных четвертях герб Англии: три золотые, лазоревые когтями и языком леопарда; во второй четверти, золотой с червлёною двойною внутреннею каймою, процветшею и противопроцветшею червлёными же лилиями, герб Шотландии: червлёный, лазоревый когтями и языком восстающий лев; в третьей лазоревой четверти герб Ирландии: золотая, серебряная струнами арфа; в рассечённом и пересечённом на золото и червлень щитке герб Уэльский: четыре переменно окрашенные, лазоревые когтями и языками леопарда; щиток увенчан короной принца Уэльского; щит увенчан золотым турнирным шлемом, коронованным королевскою короною; намёт золотой, подложен горностаем; на шлеме стоящий золотой коронованный леопард, серебряный когтями и червлёный языком; вокруг щита лента Благороднейшего ордена Подвязки; по правую сторону золотой коронованный львиный леопард, червлёный когтями и языком, с серебряным турнирным воротником на шее, по левую — восстающий серебряный единорог, золотой гривою, рогом, и копытами, закованный в золотую же цепь, с серебряным турнирным воротником на шее; оба стоят на золотом карнизе, посередине которого герб герцогства Корнуолльского: в чёрном щите пятнадцать золотых безантов; по правую сторону знак Эдуарда Чёрного принца; по левую — валлийский дракон с серебряным турнирным воротником на шее; девиз «Ich dien», что значит «Служу», начертан золотом по серебряной ленте.

Личный герб Чарльза, Герцога Ротсейского

Как шотландский герцог Ротсейский Чарльз имел отличный от предыдущего герб.

Четверочастный щит, с щитком. Щиток — герб Шотландии с изображением синего турнирного воротника над львом. В первой и четвёртой части щита изображён личный герб династии Стюартов: в золотом поле синий пояс в серебряную шашечницу. Во второй и третьей четвертях герб Лорда Островов: в серебряном поле чёрная ладья с красными флагами и золотой палубой. На щите золотой королевский шлем с золотым намётом, подбитым горностаевым мехом, увенчанный короной Принца Уэльского, с нашлемником — шотландским королевским красным львом, сидящим в анфас, с изображением синего турнирного воротника на шее, коронованным короной Принца Уэльского, держащего в правой лапе серебряный меч с золотой рукояткой, а в левой лапе — золотой скипетр. Щит окружает цепь ордена Чертополоха. Щитодержатели — серебряные, с золотым вооружением и гривой, красным языком, коронованные короной Принца Уэльского единороги с золотым ошейником в виде короны и золотой цепью от него, ниже ошейника синий турнирный воротник, держащими штандарты: с права — с изображением центрального щитка, слева — шотландского флага. Щит и щитодержатели стоят на зелёной лужайке, с зелёными стеблями и цветами чертополоха.

## Король

### Провозглашение королём и тронное имя

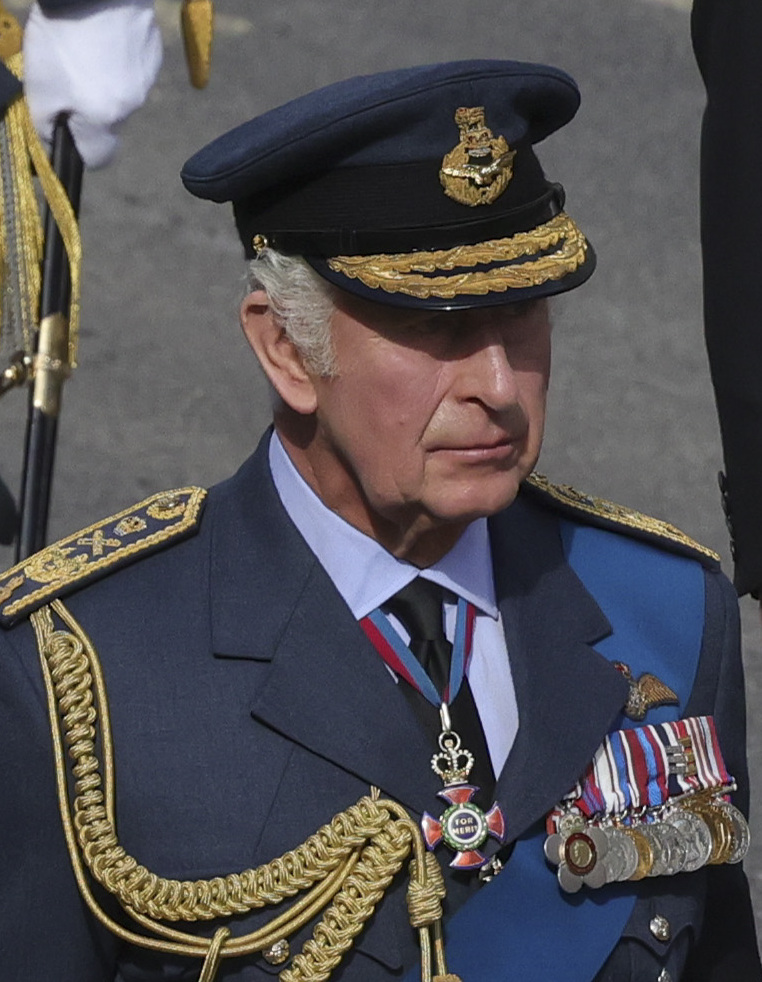
Карл III во время похорон своей матери королевы Елизаветы II, 14 сентября 2022 года

8 сентября 2022 года в шотландском замке Балморал умерла королева Елизавета II. В Великобритании по условиям Акта о престолонаследии 1701 года новый монарх наследует престол автоматически (переход короны наследнику). В тот же день принц Чарльз согласно принципу «Король никогда не умирает» (лат. Rex nunquam moritur) стал королём.
До восшествия Чарльза на престол появлялись сообщения о том, что он рассматривает возможность носить не имя Карл III (в русской традиции английские короли, носящие имя Charles, именуются «Карл»), а «Георг VII», по своему четвёртому имени. Эти сообщения были официально опровергнуты с указанием на неприемлемость преждевременного обсуждения этого вопроса.
Тронное имя новый монарх мог выбирать между любым из своих четырёх имен: Чарльз, Филип, Артур и Джордж (англ. Charles Philip Arthur George). Он выбрал первое, которым его обычно называли. Вечером 8 сентября премьер-министр Великобритании Лиз Трасс объявила, что Чарльз будет использовать тронное имя Карл III (англ. Charles III).
8 сентября Карл III впервые выступил с заявлением в качестве короля, а на следующий день по телевидению после начала поминальной церемонии в лондонском соборе Святого Павла показали записанное обращение монарха к нации.
10 сентября 2022 года в 10 часов (BST) утра в Сент-Джеймсском дворце в Лондоне собрался Совет престолонаследия и официально объявил о восшествии на престол Принца Чарльза Филиппа Артура Джорджа под тронным именем Карла III. Строго регламентированная церемония впервые транслировалась по телевидению.
10 сентября Карл III был официально провозглашён королём Канады.
11 сентября Карл III официально провозглашён королём Шотландии, Уэльса и Северной Ирландии. Церемонии были проведены в Эдинбурге, в замке Кардиффа и в замке Хиллсборо, соответственно. В этот же день монарх провозглашён королём Австралии и Новой Зеландии.

### Коронация
11 октября 2022 года пресс-службой Букингемского дворца было объявлено, что коронация Карла III состоится 6 мая 2023 года.
6 мая 2023 года в Вестминстерском аббатстве состоялась коронация короля Карла III и королевы-консорта Камиллы. Церемония коронации, продолжавшаяся два часа, началась с процессии представителей разных религиозных общин Великобритании (иудеев, мусульман-суннитов и шиитов, сикхов, буддистов, индуистов, джайнов, бахаистов и зороастрийцев). Затем были внесены флаги 15 королевств Содружества. В присутствии более 2000 гостей, среди которых были политики (в том числе все бывшие премьер-министры Великобритании, начиная с Джона Мейджора), монархи, кронпринцы, принцессы и поп-звезды, Карл поклялся править в соответствии с христианской верой и произнёс специально написанную для него молитву.

### Государства, главой которых является Карл III
- Австралия
- Антигуа и Барбуда
- Багамские Острова
- Белиз
- Великобритания
- Гренада
- Канада
- Новая Зеландия (включая Острова Кука и Ниуэ)
- Папуа — Новая Гвинея
- Сент-Винсент и Гренадины
- Сент-Китс и Невис
- Сент-Люсия
- Соломоновы Острова
- Тувалу
- Ямайка

## Болезнь
В январе 2024 года монарх перенес операцию в связи с увеличением предстательной железы. 5 февраля Букингемский дворец объявил, что в ходе обследования у короля обнаружили рак. По совету врачей монарх перестанет появляться на публике, однако продолжит работать с документами и выполнять другие обязанности. На мероприятиях короля заменят члены семьи.

## Личная жизнь и семья
В 1979 году Чарльз сделал предложение своей троюродной сестре Аманде Нэтчбулл (дочери Джона Нэтчбулла, 7-го барона Брэбурна, и Патрисии Маунтбеттен, внучке последнего вице-короля Индии Луиса Маунтбеттена), но та не дала согласия.
В 1980 году он встречался с леди Сарой Спенсер, дочерью Джона Спенсера, 8-го графа Спенсера, и познакомился с её младшей сестрой Дианой, на которой в результате женился 29 июля 1981 года.
У Чарльза и Дианы родились двое сыновей:
- принц Уильям, ныне принц Уэльский (род. 21 июня 1982);
- принц Гарри (Генри), ныне герцог Сассекский (род. 15 сентября 1984).

Принцесса Диана получила огромную популярность в Великобритании и за границей. Однако брак был неудачным. Отношения между супругами вскоре испортились, и с 1992 года они официально жили раздельно, а в 1996 году — развелись. К скандалу было привлечено значительное внимание общества, он не лучшим образом сказался на репутации принца Уэльского. Диана погибла в автокатастрофе в Париже 31 августа 1997 года.
После развода Чарльз сосредоточился на кампании, призванной улучшить свой образ в глазах общества возлагавшего на него вину за дурное
обращение с Дианой. Во-вторых, приходилось завоевывать расположение публики к Камилле, любви всей его жизни. Он отчаянно пытался помочь ей выйти из тени, но народ воспринимал ее только через призму отношений с Дианой, которая сравнила Камиллу с ротвейлером, вцепившимся в Чарльза.
9 апреля 2005 года принц Чарльз женился во второй раз: на своей давней возлюбленной, отношения с которой начались до брака и продолжались во время него, — Камилле Паркер-Боулз, урождённой Шанд, дочери Брюса Шанда и Розалинд Кьюбитт. Церемония бракосочетания совершалась в гражданском, а не церковном порядке — впервые в истории британской королевской семьи. По браку с Чарльзом Камилла получила все его титулы, но предпочитала не использовать свой титул принцессы Уэльской во избежание неприятных ассоциаций с покойной принцессой Дианой. Вместо него она использовала титул герцогини Корнуольской (в Англии) и Ротсейской (в Шотландии).

## Галерея

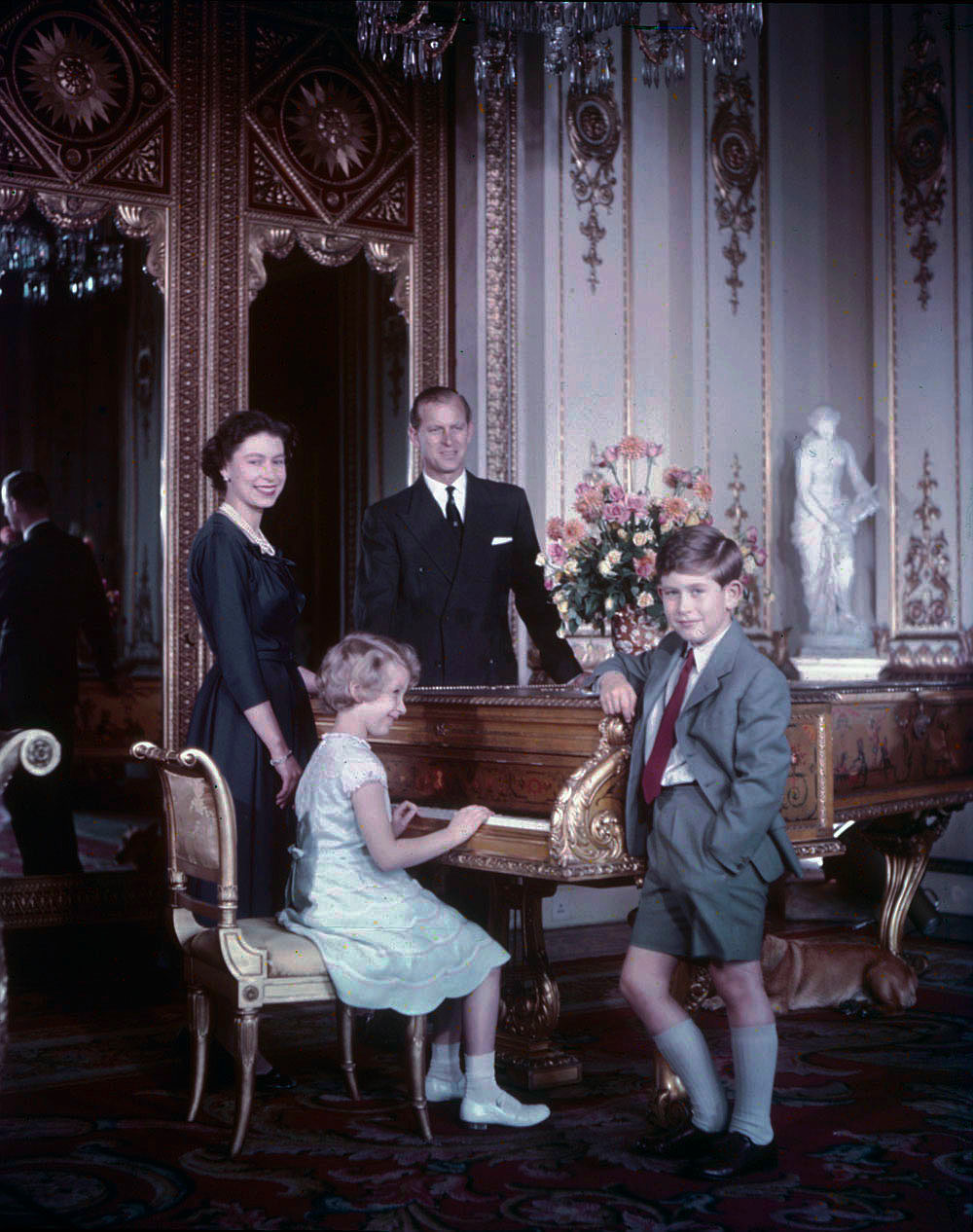
Королева Елизавета ll, герцог Эдинбургский Филипп, принц Чарльз и принцесса Анна в октябре 1957 года
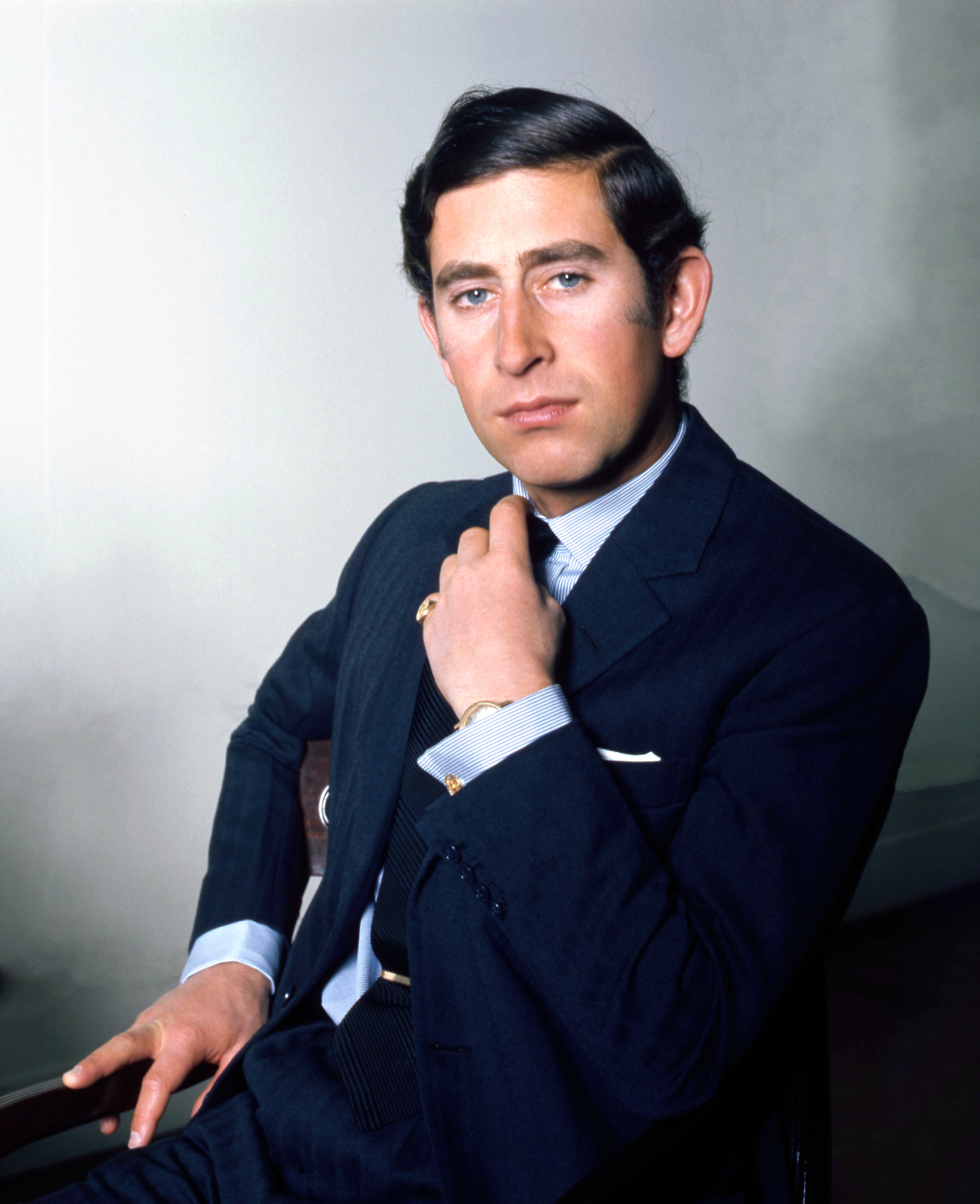
Принц Чарльз в 1972 году
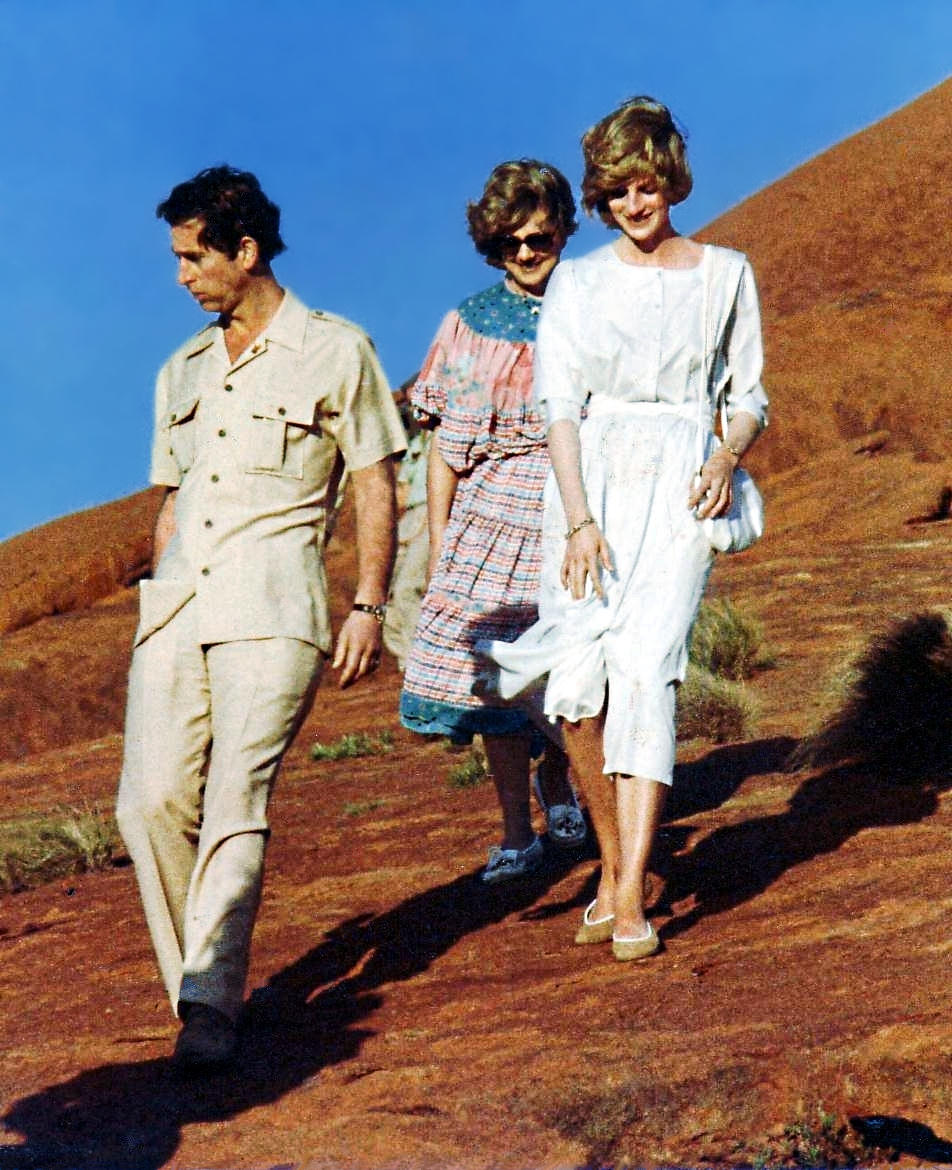
Чарльз и принцесса Диана в марте 1983 года
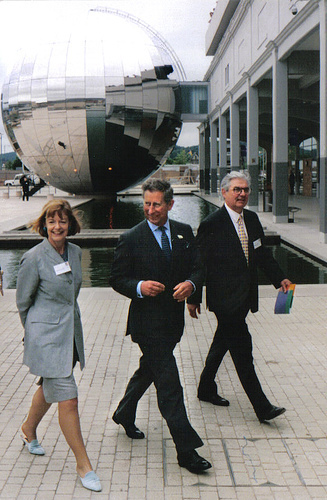
Принц Чарльз, 14 июня 2000 года
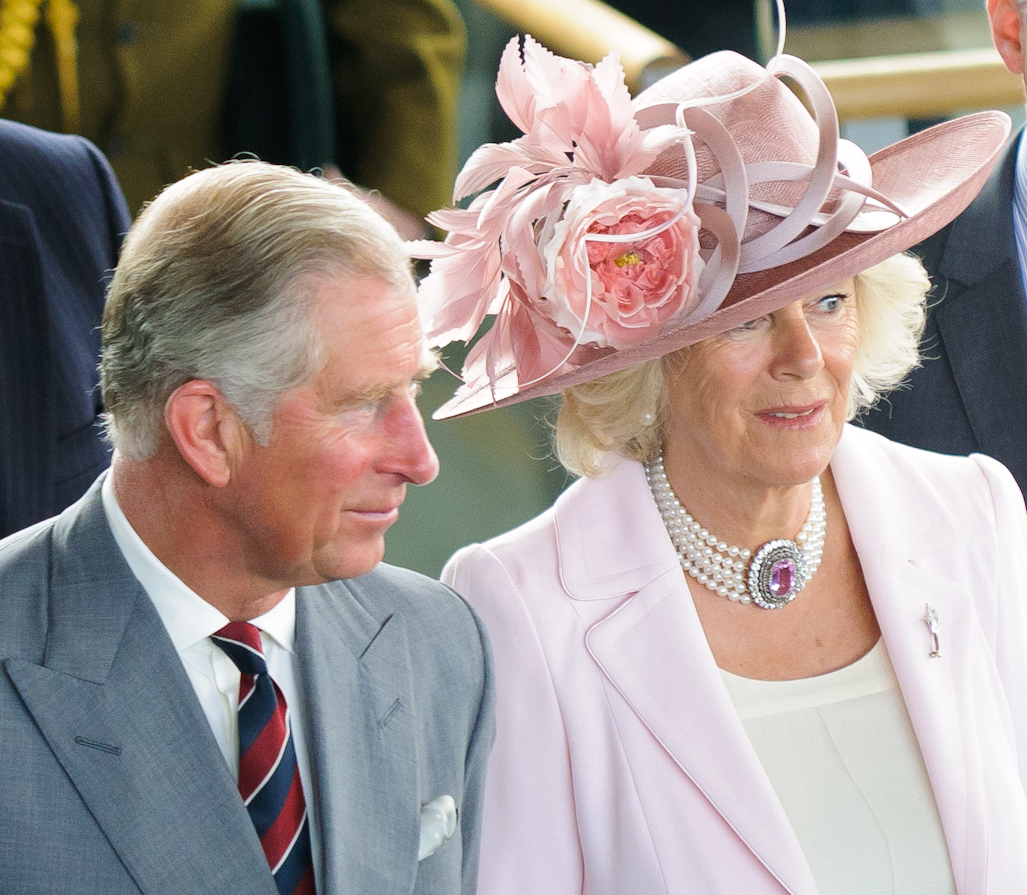
Чарльз и Камилла на церемонии открытия первой сессии Парламента Уэльса IV созыва; Кардифф, июнь 2011 года

## Награды
| Награды Великобритании | Награды Великобритании            | Награды Великобритании                                      | Награды Великобритании                                      | Награды Великобритании |
| Страна                 | Дата вручения                     | Награда                                                     | Награда                                                     | Литеры                 |
| ---------------------- | --------------------------------- | ----------------------------------------------------------- | ----------------------------------------------------------- | ---------------------- |
| Англия                 | с 8 сентября 2022                 | Суверен                                                     | ордена Подвязки                                             |                        |
| Англия                 | 26 июля 1958 — 8 сентября 2022    | Рыцарь                                                      | ордена Подвязки                                             | KG                     |
| Великобритания         | с 8 сентября 2022                 | Суверен                                                     | ордена Бани                                                 |                        |
| Великобритания         | 10 декабря 1974 — 8 сентября 2022 | Кавалер Большого креста и Великий магистр                   | ордена Бани                                                 | GCB                    |
| Шотландия              | с 8 сентября 2022                 | Суверен                                                     | ордена Чертополоха                                          |                        |
| Шотландия              | 11 февраля 1977 — 8 сентября 2022 | Рыцарь                                                      | ордена Чертополоха                                          | KT                     |
| Великобритания         | 1977-2022                         | Лорд и член Тайного Совета                                  | Лорд и член Тайного Совета                                  | PC                     |
| Великобритания         | с 8 сентября 2022                 | Суверен                                                     | ордена Заслуг                                               |                        |
| Великобритания         | 27 июня 2002 — 8 сентября 2022    | Член                                                        | ордена Заслуг                                               | OM                     |
| Великобритания         | с 8 сентября 2022                 | Суверен ордена святого Иоанна                               | Суверен ордена святого Иоанна                               |                        |
| Великобритания         | с 8 сентября 2022                 | Суверен Королевского Викторианского ордена                  | Суверен Королевского Викторианского ордена                  |                        |
| Великобритания         | с 8 сентября 2022                 | Суверен Королевской Викторианской цепи                      | Суверен Королевской Викторианской цепи                      |                        |
| Великобритания         | с 8 сентября 2022                 | Суверен ордена Кавалеров Почёта                             | Суверен ордена Кавалеров Почёта                             |                        |
| Великобритания         | с 8 сентября 2022                 | Суверен ордена Святого Патрика                              | Суверен ордена Святого Патрика                              |                        |
| Великобритания         | с 8 сентября 2022                 | Суверен ордена Святых Михаила и Георгия                     | Суверен ордена Святых Михаила и Георгия                     |                        |
| Великобритания         | с 8 сентября 2022                 | Суверен ордена Британской Империи                           | Суверен ордена Британской Империи                           |                        |
| Великобритания         | с 8 сентября 2022                 | Суверен ордена «За выдающиеся заслуги»                      | Суверен ордена «За выдающиеся заслуги»                      |                        |
| Великобритания         | 2 июня 1953                       | Коронационная медаль Елизаветы II                           | Коронационная медаль Елизаветы II                           |                        |
| Великобритания         | 6 февраля 1977                    | Медаль Серебряного юбилея королевы Елизаветы II             | Медаль Серебряного юбилея королевы Елизаветы II             |                        |
| Великобритания         | 6 февраля 2002                    | Медаль Золотого юбилея королевы Елизаветы II                | Медаль Золотого юбилея королевы Елизаветы II                |                        |
| Великобритания         | 6 февраля 2012                    | Медаль Бриллиантового юбилея королевы Елизаветы II          | Медаль Бриллиантового юбилея королевы Елизаветы II          |                        |
| Великобритания         | 2009                              | Медаль Почёта Королевского садоводческого общества Виктории | Медаль Почёта Королевского садоводческого общества Виктории |                        |
| Великобритания         | 11 октября 2016                   | Медаль «За выслугу лет и хорошее поведение» трижды          | Медаль «За выслугу лет и хорошее поведение» трижды          |                        |
| Великобритания         | 6 февраля 2022                    | Медаль Платинового юбилея королевы Елизаветы II             | Медаль Платинового юбилея королевы Елизаветы II             |                        |

| Награды стран Содружества наций | Награды стран Содружества наций | Награды стран Содружества наций                 | Награды стран Содружества наций                 | Награды стран Содружества наций |
| Страна                          | Дата вручения                   | Награда                                         | Награда                                         | Литеры                          |
| ------------------------------- | ------------------------------- | ----------------------------------------------- | ----------------------------------------------- | ------------------------------- |
| Австралия                       | с 8 сентября 2022               | Суверен                                         | ордена Австралии                                |                                 |
| Австралия                       | 14 марта 1981 — 8 сентября 2022 | Рыцарь                                          | ордена Австралии                                | AK                              |
| Антигуа и Барбуда               | с 8 сентября 2022               | Суверен                                         | ордена Национального героя                      |                                 |
| Антигуа и Барбуда               | с 8 сентября 2022               | Суверен                                         | ордена Нации                                    |                                 |
| Антигуа и Барбуда               | с 8 сентября 2022               | Суверен                                         | ордена Заслуг                                   |                                 |
| Антигуа и Барбуда               | с 8 сентября 2022               | Суверен                                         | ордена Княжеского наследия                      |                                 |
| Барбадос                        | 30 ноября 2021                  | Кавалер ордена Свободы Барбадоса                | Кавалер ордена Свободы Барбадоса                | FB                              |
| Багамские Острова               | с 8 сентября 2022               | Суверен                                         | ордена Национального героя                      |                                 |
| Багамские Острова               | с 8 сентября 2022               | Суверен                                         | ордена «За заслуги перед Багамскими островами»  |                                 |
| Багамские Острова               | с 8 сентября 2022               | Суверен                                         | ордена Нации                                    |                                 |
| Багамские Острова               | с 8 сентября 2022               | Суверен                                         | ордена Превосходства                            |                                 |
| Багамские Острова               | с 8 сентября 2022               | Суверен                                         | ордена Отличия                                  |                                 |
| Багамские Острова               | с 8 сентября 2022               | Суверен                                         | ордена Заслуг                                   |                                 |
| Багамские Острова               | с 8 сентября 2022               | Суверен                                         | ордена Древа жизни                              |                                 |
| Белиз                           | с 8 сентября 2022               | Суверен                                         | ордена Национального героя                      |                                 |
| Белиз                           | с 8 сентября 2022               | Суверен                                         | ордена Белиза                                   |                                 |
| Белиз                           | с 8 сентября 2022               | Суверен                                         | ордена Отличия                                  |                                 |
| Гренада                         | с 8 сентября 2022               | Суверен                                         | ордена Национального героя                      |                                 |
| Гренада                         | с 8 сентября 2022               | Суверен                                         | ордена Гренады                                  |                                 |
| Канада                          | с 8 сентября 2022               | Суверен                                         | ордена Канады                                   |                                 |
| Канада                          | 1 июля 2017 — 8 сентября 2022   | Компаньон                                       | ордена Канады                                   | CC                              |
| Канада                          | с 8 сентября 2022               | Суверен                                         | ордена «За военные заслуги»                     |                                 |
| Канада                          | 18 мая 2022 — 8 сентября 2022   | Компаньон                                       | ордена «За военные заслуги»                     | CMM                             |
| Канада                          | с 8 сентября 2022               | Суверен Ордена Заслуг Полицейских сил           | Суверен Ордена Заслуг Полицейских сил           |                                 |
| Новая Зеландия                  | с 8 сентября 2022               | Суверен                                         | Почётного ордена королевы                       |                                 |
| Новая Зеландия                  | 1983 — 8 сентября 2022          | Компаньон                                       | Почётного ордена королевы                       | QSO                             |
| Новая Зеландия                  | с 8 сентября 2022               | Суверен ордена Новой Зеландии                   | Суверен ордена Новой Зеландии                   |                                 |
| Новая Зеландия                  | с 8 сентября 2022               | Суверен Новозеландского ордена Заслуг           | Суверен Новозеландского ордена Заслуг           |                                 |
| Папуа — Новая Гвинея            | с 8 сентября 2022               | Суверен                                         | ордена Логоху                                   |                                 |
| Папуа — Новая Гвинея            | 3 ноября 2012 — 8 сентября 2022 | Гранд-компаньон                                 | ордена Логоху                                   | GCL                             |
| Папуа — Новая Гвинея            | с 8 сентября 2022               | Суверен ордена Звезды Меланезии                 | Суверен ордена Звезды Меланезии                 |                                 |
| Саскачеван                      | 2001                            | Почётный член Саскачеванского ордена Заслуг     | Почётный член Саскачеванского ордена Заслуг     | SOM                             |
| Сент-Китс и Невис               | с 8 сентября 2022               | Суверен ордена Национального героя              | Суверен ордена Национального героя              |                                 |
| Сент-Китс и Невис               | с 8 сентября 2022               | Суверен ордена Сент-Кристофера и Невиса         | Суверен ордена Сент-Кристофера и Невиса         |                                 |
| Сент-Люсия                      | с 8 сентября 2022               | Суверен ордена Сент-Люсии                       | Суверен ордена Сент-Люсии                       |                                 |
| Соломоновы Острова              | с 8 сентября 2022               | Суверен ордена Соломоновых островов             | Суверен ордена Соломоновых островов             |                                 |
| Тувалу                          | с 8 сентября 2022               | Суверен ордена Заслуг                           | Суверен ордена Заслуг                           |                                 |
| Соломоновы Острова              | 4 июня 2024                     | Кавалер Звезды Соломоновых островов             | Кавалер Звезды Соломоновых островов             | SSI                             |
| Фиджи                           | 1970                            | Медаль освобождения Фиджи                       | Медаль освобождения Фиджи                       |                                 |
| Папуа — Новая Гвинея            | 1975                            | Медаль освобождения Папуа-Новой Гвинеи          | Медаль освобождения Папуа-Новой Гвинеи          |                                 |
| Канада                          | 1982, 1992, 2002, 2012          | Отличие вооруженных сил Канады с тремя планками | Отличие вооруженных сил Канады с тремя планками | CD***                           |
| Новая Зеландия                  | 1990                            | Новозеландская памятная медаль 1990             | Новозеландская памятная медаль 1990             |                                 |
| Саскачеван                      | 2001                            | Саскачеванская медаль волонтёров                | Саскачеванская медаль волонтёров                |                                 |

| Награды иностранных государств | Награды иностранных государств | Награды иностранных государств                                                                          | Награды иностранных государств                                                                          | Награды иностранных государств |
| Страна                         | Дата вручения                  | Награда                                                                                                 | Награда                                                                                                 | Литеры                         |
| ------------------------------ | ------------------------------ | --- | --- | ------------------------------ |
| Финляндия                      | 15 июля 1969                   | Командор Большого креста ордена Белой розы                                                              | Командор Большого креста ордена Белой розы                                                              | SVR SR                         |
| Нидерланды                     | 11 апреля 1972                 | Большой крест ордена Короны                                                                             | Большой крест ордена Короны                                                                             |                                |
| Люксембург                     | 13 июня 1972                   | Большой крест ордена Дубовой короны                                                                     | Большой крест ордена Дубовой короны                                                                     |                                |
| Дания                          | 30 апреля 1974                 | Кавалер ордена Слона                                                                                    | Кавалер ордена Слона                                                                                    | RE                             |
| Непал                          | 24 февраля 1975                | Большая лента ордена Оясви Раянья                                                                       | Большая лента ордена Оясви Раянья                                                                       |                                |
| Непал                          | 24 февраля 1975                | Коронационная медаль короля Бирендры                                                                    | Коронационная медаль короля Бирендры                                                                    |                                |
| Швеция                         | 23 мая 1975                    | Кавалер ордена Серафимов                                                                                | Кавалер ордена Серафимов                                                                                | RSerafO                        |
| Норвегия                       | 1978                           | Большой крест на цепи ордена святого Олафа                                                              | Большой крест на цепи ордена святого Олафа                                                              |                                |
| Бразилия                       | 1978                           | Большой крест ордена Южного Креста                                                                      | Большой крест ордена Южного Креста                                                                      |                                |
| Нидерланды                     | 30 апреля 1980                 | Коронационная медаль королевы Беатрикс                                                                  | Коронационная медаль королевы Беатрикс                                                                  |                                |
| Египет                         | 12 августа 1981                | Большая цепь ордена Республики                                                                          | Большая цепь ордена Республики                                                                          |                                |
| Нидерланды                     | 18 ноября 1982                 | Большой крест ордена Оранских-Нассау                                                                    | Большой крест ордена Оранских-Нассау                                                                    |                                |
| Франция                        | 23 октября 1984                | Большой крест ордена Почётного легиона                                                                  | Большой крест ордена Почётного легиона                                                                  |                                |
| Малави                         | 1985                           | Гранд-командор ордена Льва                                                                              | Гранд-командор ордена Льва                                                                              |                                |
| Бахрейн                        | ноябрь 1986                    | Большая лента ордена аль-Халифа                                                                         | Большая лента ордена аль-Халифа                                                                         |                                |
| Катар                          | 1986                           | Цепь ордена Заслуг                                                                                      | Цепь ордена Заслуг                                                                                      |                                |
| Испания                        | 18 апреля 1986                 | Большой крест ордена Карлоса III                                                                        | Большой крест ордена Карлоса III                                                                        |                                |
| Саудовская Аравия              | 1987                           | Большая лента ордена короля Абдул Азиза                                                                 | Большая лента ордена короля Абдул Азиза                                                                 |                                |
| Португалия                     | 27 апреля 1993                 | Большой крест ордена Ависа                                                                              | Большой крест ордена Ависа                                                                              | GCA                            |
| Кувейт                         | ноябрь 1993                    | Кавалер ордена Мубарака Великого                                                                        | Кавалер ордена Мубарака Великого                                                                        |                                |
| Бруней                         | 1996                           | Кавалер ордена Королевской семьи Брунея 1 класса                                                        | Кавалер ордена Королевской семьи Брунея 1 класса                                                        | DK                             |
| Венгрия                        | 2010                           | Кавалер Большого креста ордена Заслуг                                                                   | Кавалер Большого креста ордена Заслуг                                                                   |                                |
| Нидерланды                     | 30 апреля 2013                 | Коронационная медаль короля Виллема-Александра                                                          | Коронационная медаль короля Виллема-Александра                                                          |                                |
| Колумбия                       | 2014                           | Большой крест специальной степени ордена Бояки                                                          | Большой крест специальной степени ордена Бояки                                                          |                                |
| Мексика                        | 2015                           | Большой крест специального класса ордена Ацтекского орла                                                | Большой крест специального класса ордена Ацтекского орла                                                |                                |
| Франция                        | 16 марта 2017                  | Командор ордена Сельскохозяйственных заслуг                                                             | Командор ордена Сельскохозяйственных заслуг                                                             |                                |
| Румыния                        | 29 марта 2017                  | Кавалер Большого креста ордена Звезды Румынии                                                           | Кавалер Большого креста ордена Звезды Румынии                                                           |                                |
| Армения                        | 19 октября 2018                | Орден Дружбы                                                                                            | Орден Дружбы                                                                                            |                                |
| Гана                           | 5 ноября 2018                  | Почётный компаньон                                                                                      | ордена Звезды Ганы                                                                                      | CSG                            |
| Гана                           | 1977 — 5 ноября 2018           | Почётный офицер                                                                                         | ордена Звезды Ганы                                                                                      | OSG                            |
| Германия                       | 29 марта 2023                  | Кавалер Большого креста специального класса ордена «За заслуги перед Федеративной Республикой Германия» | Кавалер Большого креста специального класса ордена «За заслуги перед Федеративной Республикой Германия» |                                |
| Португалия                     | 15 июня 2023                   | Кавалер Большой цепи ордена Башни и Меча                                                                | Кавалер Большой цепи ордена Башни и Меча                                                                | GColTE                         |
| Республика Корея               | 21 ноября 2023                 | Кавалер Большого ордена «Мугунхва»                                                                      | Кавалер Большого ордена «Мугунхва»                                                                      |                                |
| Япония                         | 25 июня 2024                   | Цепь | ордена Хризантемы                                                                                       |                                |
| Япония                         | 5 октября 1971 — 25 июня 2024  | Большая лента                                                                                           | ордена Хризантемы                                                                                       |                                |
| Италия                         | 8 апреля 2025                  | Кавалер Большого креста декорированного лентой ордена «За заслуги перед Итальянской Республикой»        | Кавалер Большого креста декорированного лентой ордена «За заслуги перед Итальянской Республикой»        |                                |

### Прочие награды
- Медаль Альберта (Королевское общество искусств) (1985)

## Возрастные рекорды
Является абсолютным рекордсменом в истории Великобритании по длительности пребывания в статусе наследника престола (70 лет), предыдущий рекорд (59 лет) принадлежал его прапрадеду Эдуарду VII, а также старейшим по возрасту из всех принцев Уэльских.
Чарльз стал старейшим лицом, занявшим британский трон.

## Увековечение
- В честь рождения принца назван открытый в 1948 году остров Принс-Чарльз.
- В 2012 году в знак заслуг принца Чарльза в области охраны природы в его честь был назван новый для науки вид лягушек: «Hyloscirtus princecharlesi».

## В культуре
Чарльз стал персонажем ряда художественных фильмов и сериалов. В частности, в картине «Спенсер» его сыграл Джек Фартинг. В сериале «Корона» роль Чарльза исполнили Джулиан Бэринг (2 сезон), Джош О’Коннор (3-4 сезоны) и Доминик Уэст (5-6 сезоны).

## Комментарии
1. ↑  По титулу король является Верховным правителем Церкви Англии, а также членом Церкви Шотландии.
2. ↑  В России, по сложившейся с конца XIX века традиции, британских королей называют на германский манер[3].
3. ↑  Имя «Карл III» в своё время носил Карл Эдуард Стюарт — якобитский претендент на трон короля Англии, Шотландии и Ирландии.